# ديفيد نيل (لاعب كرة قدم أمريكية)
ديفيد نيل (بالإنجليزية: David Neill)‏ هو لاعب كرة قدم أمريكية أمريكي، ولد في 17 يوليو 1980.